# كيفن بوبوفيتش
كيفن بوبوفيتش (بالإنجليزية: Kevin Popović)‏ هو شخصية أعمال أمريكي، ولد في 4 يوليو 1964 في بيتسبرغ في الولايات المتحدة.